# Ischnomelissa cyanea
Ischnomelissa cyanea är en biart som beskrevs av Brooks och Engel 1998. Ischnomelissa cyanea ingår i släktet Ischnomelissa och familjen vägbin. Inga underarter finns listade i Catalogue of Life.